# آخوندملک
آخوندمِلک  ، روستایی است از توابع بخش رحیم آباد شهرستان رودسر در استان گیلان در شمال ایران است.شغل غالب مردم دامداری و کشاورزی است ، از محصولات روستا میتوان ، پرتقال چایی گردو فندق نام برد.

## جمعیت
این روستا در دهستان رحیم آباد قرار داشته و براساس سرشماری سال ۱۳۸۵جمعیت آن ۲۰۶نفر (۵۰خانوار) بوده است.